# Sempte
Sempte (szlovákul Šintava) község Szlovákiában, a Nagyszombati kerület Galántai járásában.

## Fekvése
Szereddel átellenben, a Vág bal partján található.

## Története

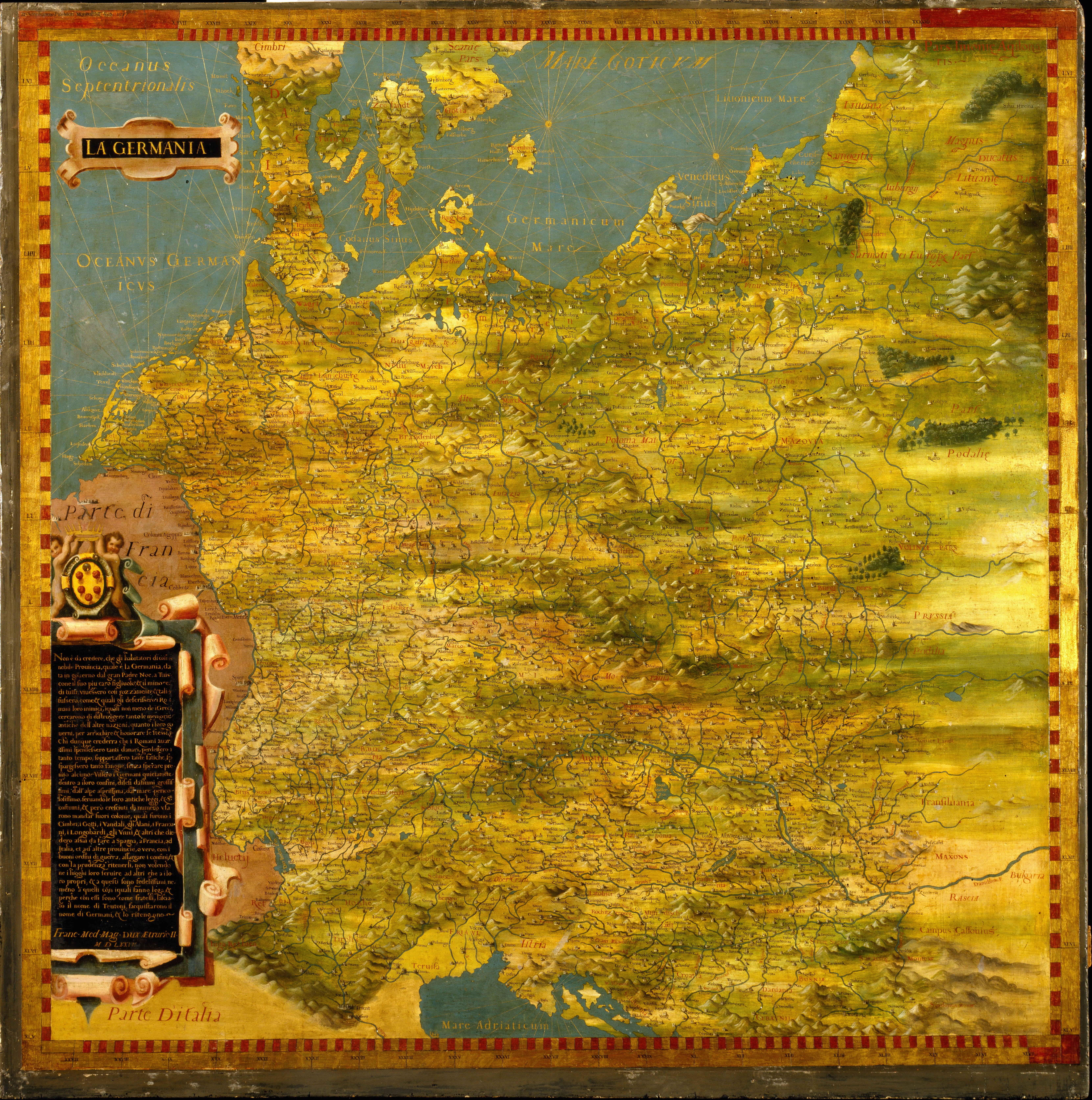
Sempte az 1577-es firenzei térképen

1668-ban vagy 1669-ben Edward Browne Semptén járva a vár kapujánál lógó csontokban felismerte, hogy azok elefántfélétől (mamuttól) származhatnak.
Szlovák történészek a semptei vár helyén már a 8. században szláv erődítményt valószínűsítenek, mely a Vág folyó itteni gázlóját védte volna. Magyar történészek ezt is Szent István király alapításának tartják. A vár a Vág völgyének és a Prágába vezető kereskedelmi út itteni átkelőhelyének védelmére épült királyi vár, Sempte várispánság központja volt. Sempte várát 1074-ben a Salamon királyról szóló krónikában említik először, amikor a mogyoródi csatában vereséget szenvedett király útban Pozsony felé átkelt a Vág folyón. 1221-ben "castrum Sumptey", 1234-ben "castrum de Scemte" néven szerepel. 1323-ban Károly Róbert visszavette Vörös Ábrahámtól Cseklész váráért cserébe. 1426-ban a Pálócziak zálogbirtoka lett, majd a Rozgonyiak birtoka. Kihalásuk után 1523-ban házasság révén a Báthory családé, akiktől 1530-ban I. Ferdinánd király elvette és az uradalommal együtt a Thurzó családnak adta zálogbirtokként. A 16. század közepén Ferdinánd király hívének, Julius Salm grófnak adta. Ennek 1595-ben bekövetkezett halála után ismét a Thurzóké lett. A birtokos Thurzó Szaniszló 1596-ban a török veszély közeledtére a várat korszerű olasz bástyás védőfalakkal és vizesárokkal erősíttette meg. 1605-ben a császár ellen felkelt Bocskai István serege foglalta el a várat és 1619-ben Bethlen István hadainak sem állt ellen. 1622-ben Thurzó István vezetésével evangélikus zsinatot tartottak falai között. A Thurzók kihalása után a vár 1636-ban az Eszterházyaké lett, akik 1639-ben a várat kényelmes egyemeletes főúri kastéllyá építették át. 1703. november 29-én a kurucok elfoglalták. A falakat 1740 körül bontották le, helyükre nagy parkot építettek. A kastély a Vág 18. századi szabályozása miatt Szered területére került.
Vályi András szerint "SEMPTE. Sindau, Sintava. Magyar, és tót Mezőváros Nyitra Várm. földes 253Ura Hg. Eszterházy Uraság, lakosai katolikusok, fekszik Vág vize mellett, Nagy-Szombathoz 2 mértföldnyire. Régi helység, ’s felőle mind Turóczy, mind Bonfin jelesen emlékeznek. Rozgonyi László, hajdani Birtokosa, díszesen fogadá itten több Uraságokkal egygyütt, ULÁSZLÓ Királyt. Határja tágas, és termékeny; vagyonnyai jelesek, malma alkalmatos, borai meglehetősek.
" 
Fényes Elek szerint "Semphte, (Schintau, Schintava), vegyes magyar-tót m. város, Nyitra vgyében, Szereddel általellenben a Vágh partján: 1233 kath., 3 evang., 12 zsidó lak., kath. paroch. templom – Szántófölde sok, s ámbár homokos, még is termékeny; szőlőkertjei nagy kiterjedésüek, s a megyében a legjobb fejér bort termik; kivált ha több esztendeig áll, a legjobb, nemesebb magyarországi borokkal vetekedhetik. – A Vághon több hajómalmokkal bir. Régi vár, melly hajdan a tulsó Vágh partján, most pedig az innensőn áll, sok viszontagságokat állott ki; a 17-ik század elején a Thurzó családot ismervén urának: Thurzó Stanislaus a Bocskay seregeknek általadta, későbben a Bethlen katonái foglalták el; de innen 1721-ben Buquoi generálistól kiűzettek, azonban ez az érsek ujvári ostromnál elesvén, ismét kezükre jött 1663. Érsek-Ujvár meghódolása után Montecuccoli 500 embert rendelt belé; kik a nagy vezér rabló csapatai ellen magokat derekasan védelmezték. Másik esztendőben ismét küldött egy sereget az érsek-ujvári basa, melly a várat nagy alattomossággal megrohanta; de szörnyű veszteséggel visszaveretett. Szinte nem kevés áldozatába került Rákóczynak a várat 1703ban elfoglalni; kinek azután egész trencséni ütközetig birtokában maradt. A várnak – melly most már egy ujabb izlésü kastélylyá változott – mostani földes ura gr. Eszterházy Károly."
A trianoni békeszerződésig Nyitra vármegye Vágsellyei járásához tartozott.

## Népessége
| Év:            | 1994. | 2004.   | 2014.   | 2024.   |
| -------------- | ----- | ------- | ------- | ------- |
| Emberek száma: | 1608  | 1719    | 1750    | 1712    |
| Eltérés:       |       | +6,90 % | +1,80 % | -2,17 % |

| Év:            | 2023. | 2024.   |
| -------------- | ----- | ------- |
| Emberek száma: | 1717  | 1712    |
| Eltérés:       |       | -0,29 % |

1880-ban 1595 lakosából 1470 szlovák, 48 német, 5 egyéb anyanyelvű és 71 csecsemő volt. 1553 római katolikus, 40 zsidó és 2 evangélikus lakta.
1910-ben 2140 lakosából 1066 szlovák, 1039 magyar, 20 német és 15 egyéb nemzetiségű, ebből 2105 római katolikus, 26 zsidó és 9 evangélikus vallású volt.
2001-ben 1687 lakosa volt, 1663 szlovák, 9 cseh, 4 magyar, 2 morva, 1 lengyel, 8 egyéb nemzetiségű volt.
2011-ben 1778 lakosából 1746 szlovák volt.
2021-ben 1754 lakosából 9 (+5) magyar, 1691 (+6) szlovák, (+2) cigány, 13 (+2) egyéb és 41 ismeretlen nemzetiségű volt.

## Nevezetességei
- Klasszicista Eszterházy-kastélya az egykori vízivár helyén áll. A vár a 11. században már állt, 1596-ban korszerűsítették, 1639 után pedig barokk emeletes kastéllyá alakították át. Védműveit 1740-ben bontották el, helyükre nagyméretű parkot építettek.
- Szent Márton tiszteletére szentelt barokk-klasszicista plébániatemploma.

## Neves személyek
- Itt volt evangélikus prédikátor Bornemisza Péter, aki 1563-ban nyomdát alapított és itt jelentette meg műveit.
- Itt szolgált Brunszvik Tóbiás (Bruntzvich Tóbiás) (1590–1646) evangélikus püspök, iskolaigazgató.
- Itt szolgált Látecska Ede Endre (1891-1956) bencés tanár, plébános.
- Itt született 1772. április 19-én Artner Teréz költőnő.
- Itt hunyt el 1641-ben bedeghi báró Nyáry Krisztina, előbb Thurzó Imre, majd Esterházy Miklós nádor felesége.
- Itt hunyt el 1654-ben Esterházy Dániel nádorjelölt, az Esterházy család cseszneki ágának alapítója.
- Itt volt várnagy Záh Felicián.
- Itt volt várnagy Tót Lőrinc tárnokmester.
- Itt volt kapitány Berényi György (1601-1677) politikus, író.
- Itt volt kapitány Esterházy József (1682-1748) országbíró, Komárom vármegye újjáépítője, benépesítője a 18. században.
- Itt dolgozott Mantskovits Bálint (?-1596) nyomdász.
- Itt harcolt Bátor Opos vitéz.

## Külső hivatkozások
- Hivatalos oldal
- E-obce.sk Archiválva 2013. május 7-i dátummal a Wayback Machine-ben
- községinfó
- Sempte a Via Sancti Martini honlapján
- Sempte Szlovákia térképén
- Sempte kastélyának ismertetője
- Tourist-channel.sk
- A vár története
- A vár története (magyarul)[halott link]